# Isidro Cardona
Gral. Isidro Cardona fue un militar mexicano que participó en la Revolución mexicana. Perteneció a las fuerzas del general Matías Ramos Santos, como jefe de su estado Mayor en 1915. Fue general de brigada carrancista, durante el tiempo en que Álvaro Obregón fue diputado cooperativista. Secundó la Rebelión delahuertista en 1923.